# Sayonara Crawl
„Sayonara Crawl” (jap. さよならクロール Sayonara Kurōru) – trzydziesty pierwszy singel japońskiego zespołu AKB48, wydany w Japonii 22 maja 2013 roku przez You! Be Cool.
Singel został wydany w siedmiu edycjach: trzech regularnych i trzech limitowanych (Type A, Type K, Type B) oraz „teatralnej” (CD). Pierwsza edycja regularna zawierała dodatkowo kartę do głosowania na członkinie mające pojawić się w kolejnym singlu. Osiągnął 1 pozycję w rankingu Oricon i pozostał na liście przez 27 tygodni, sprzedał się w nakładzie 1 955 800 egzemplarzy. Singel zdobył status podwójnej płyty Milion.

## Lista utworów
Wszystkie utwory zostały napisane przez Yasushiego Akimoto.

### Type A
| CD  | | | |      |
| Nr  | Tytuł                                                                                                 | Kompozycja                                                                                            | Aranżacja                                                                                             | Czas |
| 1.  | „Sayonara Crawl” (jap. さよならクロール)                                                              | Kazunori Watanabe                                                                                     | Seiji Mutō                                                                                            | 4:56 |
| 2.  | „Bara no kajitsu” (jap. バラの果実) (wyk. Under Girls)                                                | Kazuya Izumi                                                                                          | Hiroshi Sasaki                                                                                        | 4:28 |
| 3.  | „Ikiru koto” (jap. イキルコト) (wyk. Team A)                                                          | Ryōsuke Ishii                                                                                         | Yūichi "Masa" Nonaka                                                                                  | 4:03 |
| 4.  | „Sayonara Crawl” (jap. さよならクロール) (off vocal version)                                          | Kazunori Watanabe                                                                                     | Seiji Mutō                                                                                            | 4:56 |
| 5.  | „Bara no kajitsu” (jap. バラの果実) (off vocal version)                                               | Kazuya Izumi                                                                                          | Hiroshi Sasaki                                                                                        | 4:28 |
| 6.  | „Ikiru koto” (jap. イキルコト) (off vocal version)                                                    | Ryōsuke Ishii                                                                                         | Yūichi "Masa" Nonaka                                                                                  | 4:03 |
| DVD | | | |      |
| Nr  | Tytuł                                                                                                 | Tytuł                                                                                                 | Tytuł                                                                                                 | Czas |
| 1.  | „Sayonara Crawl” (jap. さよならクロール) (Music Video)                                                | „Sayonara Crawl” (jap. さよならクロール) (Music Video)                                                | „Sayonara Crawl” (jap. さよならクロール) (Music Video)                                                |      |
| 2.  | „Sayonara Crawl” (jap. さよならクロール) (Music Video ~Mizugi ver.~)                                  | „Sayonara Crawl” (jap. さよならクロール) (Music Video ~Mizugi ver.~)                                  | „Sayonara Crawl” (jap. さよならクロール) (Music Video ~Mizugi ver.~)                                  |      |
| 3.  | „Bara no kajitsu” (jap. バラの果実) (Music Video)                                                     | „Bara no kajitsu” (jap. バラの果実) (Music Video)                                                     | „Bara no kajitsu” (jap. バラの果実) (Music Video)                                                     |      |
| 4.  | „Ikiru koto” (jap. イキルコト) (Music Video)                                                          | „Ikiru koto” (jap. イキルコト) (Music Video)                                                          | „Ikiru koto” (jap. イキルコト) (Music Video)                                                          |      |
| 5.  | „Making of Sayonara Crawl Music Video (zenpen)” (jap. Making of さよならクロール Music Video（前編）) | „Making of Sayonara Crawl Music Video (zenpen)” (jap. Making of さよならクロール Music Video（前編）) | „Making of Sayonara Crawl Music Video (zenpen)” (jap. Making of さよならクロール Music Video（前編）) |      |
| 6.  | „Tekken Para Para Manga ~So long!~” (jap. 鉄拳パラパラ漫画 ~So long !~) (Music Video)                 | „Tekken Para Para Manga ~So long!~” (jap. 鉄拳パラパラ漫画 ~So long !~) (Music Video)                 | „Tekken Para Para Manga ~So long!~” (jap. 鉄拳パラパラ漫画 ~So long !~) (Music Video)                 |      |

### Type K
| CD  | | | |      |
| Nr  | Tytuł                                                                                                | Kompozycja                                                                                           | Aranżacja                                                                                            | Czas |
| 1.  | „Sayonara Crawl” (jap. さよならクロール)                                                             | Kazunori Watanabe                                                                                    | Seiji Mutō                                                                                           | 4:56 |
| 2.  | „Bara no kajitsu” (jap. バラの果実) (wyk. Under Girls)                                               | Kazuya Izumi                                                                                         | Hiroshi Sasaki                                                                                       | 4:28 |
| 3.  | „How come?” (wyk. Team K)                                                                            | Bugbear                                                                                              | Bugbear                                                                                              | 4:09 |
| 4.  | „Sayonara Crawl” (jap. さよならクロール) (off vocal ver.)                                            | Kazunori Watanabe                                                                                    | Seiji Mutō                                                                                           | 4:56 |
| 5.  | „Bara no kajitsu” (jap. バラの果実) (off vocal ver.)                                                 | Kazuya Izumi                                                                                         | Hiroshi Sasaki                                                                                       | 4:28 |
| 6.  | „How come?” (off vocal ver.)                                                                         | Bugbear                                                                                              | Bugbear                                                                                              | 4:09 |
| DVD | | | |      |
| Nr  | Tytuł                                                                                                | Tytuł                                                                                                | Tytuł                                                                                                | Czas |
| 1.  | „Sayonara Crawl” (jap. さよならクロール) (Music Video)                                               | „Sayonara Crawl” (jap. さよならクロール) (Music Video)                                               | „Sayonara Crawl” (jap. さよならクロール) (Music Video)                                               |      |
| 2.  | „Sayonara Crawl” (jap. さよならクロール) (Music Video ~Mizugi ver.~)                                 | „Sayonara Crawl” (jap. さよならクロール) (Music Video ~Mizugi ver.~)                                 | „Sayonara Crawl” (jap. さよならクロール) (Music Video ~Mizugi ver.~)                                 |      |
| 3.  | „Bara no kajitsu” (jap. バラの果実) (Music Video)                                                    | „Bara no kajitsu” (jap. バラの果実) (Music Video)                                                    | „Bara no kajitsu” (jap. バラの果実) (Music Video)                                                    |      |
| 4.  | „How come?” (Music Video)                                                                            | „How come?” (Music Video)                                                                            | „How come?” (Music Video)                                                                            |      |
| 5.  | „Making of Sayonara Crawl Music Video (kōhen)” (jap. Making of さよならクロール Music Video（後編）) | „Making of Sayonara Crawl Music Video (kōhen)” (jap. Making of さよならクロール Music Video（後編）) | „Making of Sayonara Crawl Music Video (kōhen)” (jap. Making of さよならクロール Music Video（後編）) |      |
| 6.  | „Tekken Para Para Manga ~Yume no kawa~” (jap. 鉄拳パラパラ漫画 ~夢の河~) (Music Video)               | „Tekken Para Para Manga ~Yume no kawa~” (jap. 鉄拳パラパラ漫画 ~夢の河~) (Music Video)               | „Tekken Para Para Manga ~Yume no kawa~” (jap. 鉄拳パラパラ漫画 ~夢の河~) (Music Video)               |      |

### Type B
| CD  | | | |      |
| Nr  | Tytuł                                                                                                | Kompozycja                                                                                           | Aranżacja                                                                                            | Czas |
| 1.  | „Sayonara Crawl” (jap. さよならクロール)                                                             | Kazunori Watanabe                                                                                    | Seiji Mutō                                                                                           | 4:56 |
| 2.  | „Bara no kajitsu” (jap. バラの果実) (wyk. Under Girls)                                               | Kazuya Izumi                                                                                         | Hiroshi Sasaki                                                                                       | 4:28 |
| 3.  | „Romance kenjū” (jap. ロマンス拳銃) (wyk. Team B)                                                    | Miki Fujisue                                                                                         | Miki Fujisue                                                                                         | 3:50 |
| 4.  | „Hasute to wasute” (jap. ハステとワステ) (wyk. BKA48)                                                | Takanori Fukuta                                                                                      | Nao Harada                                                                                           | 4:05 |
| 5.  | „Sayonara Crawl” (jap. さよならクロール) (off vocal ver.)                                            | Kazunori Watanabe                                                                                    | Seiji Mutō                                                                                           | 4:56 |
| 6.  | „Bara no kajitsu” (jap. バラの果実) (off vocal ver.)                                                 | Kazuya Izumi                                                                                         | Hiroshi Sasaki                                                                                       | 4:28 |
| 7.  | „Romance kenjū” (jap. ロマンス拳銃) (off vocal ver.)                                                 | Miki Fujisue                                                                                         | Miki Fujisue                                                                                         | 3:50 |
| 8.  | „Hasute to wasute” (jap. ハステとワステ) (off vocal ver.)                                            | Takanori Fukuta                                                                                      | Nao Harada                                                                                           | 4:05 |
| DVD | | | |      |
| Nr  | Tytuł                                                                                                | Tytuł                                                                                                | Tytuł                                                                                                | Czas |
| 1.  | „Sayonara Crawl” (jap. さよならクロール) (Music Video)                                               | „Sayonara Crawl” (jap. さよならクロール) (Music Video)                                               | „Sayonara Crawl” (jap. さよならクロール) (Music Video)                                               |      |
| 2.  | „Sayonara Crawl” (jap. さよならクロール) (Music Video ~Mizugi ver.~)                                 | „Sayonara Crawl” (jap. さよならクロール) (Music Video ~Mizugi ver.~)                                 | „Sayonara Crawl” (jap. さよならクロール) (Music Video ~Mizugi ver.~)                                 |      |
| 3.  | „Bara no kajitsu” (jap. バラの果実) (Music Video)                                                    | „Bara no kajitsu” (jap. バラの果実) (Music Video)                                                    | „Bara no kajitsu” (jap. バラの果実) (Music Video)                                                    |      |
| 4.  | „Romance kenjū” (jap. ロマンス拳銃) (Music Video)                                                    | „Romance kenjū” (jap. ロマンス拳銃) (Music Video)                                                    | „Romance kenjū” (jap. ロマンス拳銃) (Music Video)                                                    |      |
| 5.  | „Hasute to wasute” (jap. ハステとワステ)                                                             | „Hasute to wasute” (jap. ハステとワステ)                                                             | „Hasute to wasute” (jap. ハステとワステ)                                                             |      |
| 6.  | „Tekken Para Para Manga ~First Rabbit~” (jap. 鉄拳パラパラ漫画 ~ファースト・ラビット~) (Music Video) | „Tekken Para Para Manga ~First Rabbit~” (jap. 鉄拳パラパラ漫画 ~ファースト・ラビット~) (Music Video) | „Tekken Para Para Manga ~First Rabbit~” (jap. 鉄拳パラパラ漫画 ~ファースト・ラビット~) (Music Video) |      |

### Wer. teatralna
| CD |                                                              |                   |                      |      |
| Nr | Tytuł                                                        | Kompozycja        | Aranżacja            | Czas |
| 1. | „Sayonara Crawl” (jap. さよならクロール)                     | Kazunori Watanabe | Seiji Mutō           | 4:56 |
| 2. | „Bara no kajitsu” (jap. バラの果実) (wyk. Under Girls)       | Kazuya Izumi      | Hiroshi Sasaki       | 4:28 |
| 3. | „LOVE shugyō” (jap. LOVE修行) (wyk. Kenkyūsei)               | Ryōsuke Ishii     | Yūichi "Masa" Nonaka | 4:43 |
| 4. | „Sayonara Crawl” (jap. さよならクロール) (off vocal version) | Kazunori Watanabe | Seiji Mutō           | 4:56 |
| 5. | „Bara no kajitsu” (jap. バラの果実) (off vocal version)      | Kazuya Izumi      | Hiroshi Sasaki       | 4:28 |
| 6. | „LOVE shugyō” (jap. LOVE修行) (off vocal version)            | Ryōsuke Ishii     | Yūichi "Masa" Nonaka | 4:43 |

## Skład zespołu
| „Sayonara Crawl” |
| --- |
| - Team A: Mayu Watanabe (środek), Anna Iriyama, Rina Kawaei, Ayaka Kikuchi, Mariko Shinoda, Minami Takahashi, Yui Yokoyama - Team K: Yūko Ōshima (środek), Tomomi Itano (środek), Maria Abe, Rie Kitahara, Mariya Nagao - Team B: Haruka Shimazaki (środek), Yuki Kashiwagi, Rena Katō, Haruna Kojima, Reina Fujie - SKE48 Team S / Team K: Jurina Matsui - SKE48 Team S: Yuria Kizaki, Rena Matsui - SKE48 Team E: Kanon Kimoto - NMB48 Team N / AKB48 Team B: Miyuki Watanabe - NMB48 Team M / AKB48 Team A: Fūko Yagura - NMB48 Team N: Nana Yamada, Sayaka Yamamoto - HKT48 Team H / AKB48 Team A: Haruka Kodama - HKT48 Team H: Rino Sashihara, Sakura Miyawaki - HKT48 Kenkyūsei: Meru Tashima, Mio Tomonaga - JKT48 Team J / AKB48 Team B: Aki Takajō - SNH48 / AKB48 Team K: Sae Miyazawa |

| „Bara no kajitsu” |
| --- |
| - Team A: Karen Iwata, Ryōka Ōshima, Juri Takahashi, Yūka Tano - Team K: Tomu Mutō - Team B: Natsuki Kojima (środek) - Kenkyūsei: Nana Okada (środek), Mako Kojima (środek) - SKE48 Team KII: Manatsu Mukaida - SKE48 Team E: Nao Furuhata - NMB48 Team N: Akari Yoshida - NMB48 Team M: Keira Yogi - HKT48 Team H: Natsumi Matsuoka, Madoka Moriyasu - HKT48 Kenkyūsei: Marika Tani |

| „Ikiru koto” |
| --- |
| - AKB48 Team A: Mayu Watanabe (środek), Rina Izuta, Anna Iriyama, Karen Iwata, Ryōka Ōshima, Rina Kawaei, Ayaka Kikuchi, Marina Kobayashi, Sumire Satō, Mariko Shinoda, Juri Takahashi, Minami Takahashi, Yūka Tano, Tomomi Nakatsuka, Shiori Nakamata, Sakiko Matsui, Ayaka Morikawa - AKB48 Team A / NMB48 Team N: Riho Kotani, Yui Yokoyama |

| „How come?” |
| --- |
| - AKB48 Team K: Tomomi Itano (środek), Yūko Ōshima (środek), Sayaka Akimoto, Maria Abe, Mayumi Uchida, Asuka Kuramochi, Kana Kobayashi, Amina Satō, Haruka Shimada, Shihori Suzuki, Rina Chikano, Mariya Nagao, Chisato Nakata, Nana Fujita, Ami Maeda, Natsumi Matsubara, Miho Miyazaki, Tomu Mutō - AKB48 Team K / SKE48 Team S: Matsui Jurina (środek), Rie Kitahara |

| „Romance kenjū” |
| --- |
| - AKB48 Team B: Kashiwagi Yuki (środek), Haruka Ishida, Miori Ichikawa, Misaki Iwasa, Ayaka Umeda, Mina Ōba, Shizuka Ōya, Haruka Katayama, Rena Katō, Natsuki Kojima, Haruna Kojima, Mika Komori, Haruka Shimazaki, Miyu Takeuchi, Miku Tanabe, Mariko Nakamura, Wakana Natori, Misato Nonaka, Reina Fujie, Suzuran Yamauchi - SKE48 Team KII / AKB48 Team B: Anna Ishida - NMB48 Team N / AKB48 Team B: Miyuki Watanabe |

| „Hasute to wasute” |
| --- |
| - AKB48 Team A: Rina Kawaei (środek), Minami Takahashi - AKB48 Team B: Yuki Kashiwagi, Haruna Kojima, Haruka Shimazaki - AKB48 Kenkyūsei: Minami Minegishi - HKT48 Team H: Rino Sashihara |

| „LOVE shugyō” |
| --- |
| - AKB48 Kenkyūsei: Miki Nishino (środek), Moe Aigasa, Saho Iwatate, Natsuki Uchiyama, Ayano Umeta, Ayaka Okada, Nana Okada, Miyū Omori, Saki Kitazawa, Mako Kojima, Yukari Sasaki, Ayana Shinozaki, Yurina Takashima, Hikari Hashimoto, Rina Hirata, Mitsuki Maeda, Minami Minegishi, Yuiri Murayama, Shinobu Mogi |

## Notowania
| Lista                             | Pozycja |
| --------------------------------- | ------- |
| Oricon Weekly Singles Chart       | 1       |
| Oricon Yearly Singles Chart       | 1       |
| Billboard Japan Hot 100           | 1       |
| Billboard Japan Hot Singles Sales | 1       |

## Inne wersje
- Indonezyjska grupa JKT48, wydała własną wersję piosenki „Bara no kajitsu” na dziewiątym singlu Pareo wa Emerald w 2015 roku.